# Niklas Walentin
Niklas Walentin Jensen også kendt som Niklas Walentin er født 1994 er en dansk-schweizisk violinist opvokset på Møn. Han begyndte at spille seks år gammel. I 2012 var han den første der vandt Copenhagen Summer Festival Talentpris. Hans violin er bygget af Joannes Franciscus Pressenda i Torino i 1837. Augustinus Fonden har købt den til ham efter hans valg og lånt ham den.
Han er en del af trioen Trio Vitruvi, der i 2016 blev en del af projektet "Den unge elite".
I marts 2014 udgav Niklas Walentin sin første CD: soloviolin med værker af Bach, Paganini, Ysaÿe, Carl Nielsen, Max Reger og Nørholm. Hans anden CD kom i juni 2015, med koncerten i Weill Hall i Carnegie Hall med værker af Carl Nielsen.

## Priser
Niklas Walentin har vundet:
- Guldmedalje ved Berlingskes klassiske musikkonkurrence 2007
- Jacob Gades Legats talentpris
- Copenhagen Summer Festival Talentpris 2012
- Triplevinder ved Carl Nielsen konkurrencen 2012 - nr. 2 samt pris for bedste udførelse af Carl Nielsens værker og for det til lejligheden nykomponerede værk.
- DR's P2 Pris 2013
- Jakob Gade pris 2013
- Sonnings Talentpris 2013
- DR's P2 Kammermusikkonkurrence 2014
- Gladsaxe Musikpris 2014